# French Kicks
French Kicks – zespół powstały w 1998 w Nowym Jorku, grający muzykę z gatunków indie rock, melodyjny post punk. Wydają w wytwórni Startime International.

## Skład
- Matt Stinchcomb (gitara, wokal)
- Nick Stumpf (wokal)
- Josh Wise (gitara, wokal)
- Lawrence Stumpf (bas)
- Aaron Thurston (perkusja)

## Dyskografia
- The French Kicks (EP, wrzesień 1999)
- Young Lawyer (EP, wrzesień 2000)
- One Time Bells (maj 2002)
- Trial of the Century (maj 2004)
- Two Thousand (lipiec 2006)